# Agribex

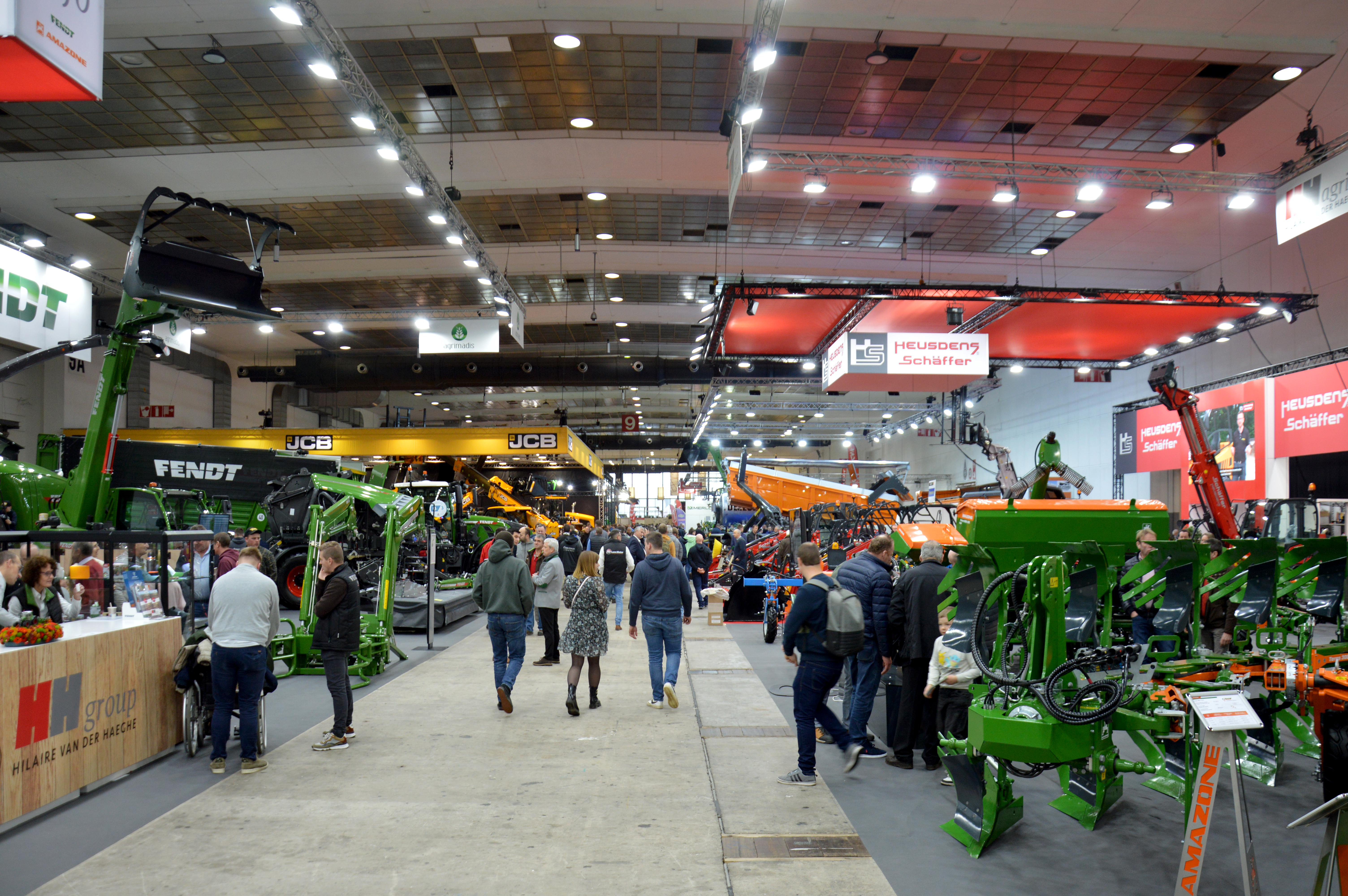
Agribex 2023

Agribex is een beurs voor landbouw, veeteelt en tuinbouw in België. Deze internationale landbouwbeurs van Brussel staat in Vlaanderen in de volksmond ook als het landbouwsalon bekend. De beurs wordt georganiseerd door Fedagrim, de federatie voor landbouw- en tuinmechanisatie, en wordt normaal gezien tweejaarlijks ingericht in Brussels Expo. De eerste editie werd in 1909 georganiseerd. Honderden bedrijven hebben er expositiestanden, over een totale oppervlakte van meer dan 100.000 m². Daarnaast worden er veeprijskampen gehouden. De editie van 2004 telde meer dan 185.000 bezoekers. In 2011 bezochten 120.000 mensen de beurs.